# Heckler & Koch PSG1
Il PSG1 è un fucile di precisione semiautomatico prodotto da Heckler & Koch, creato negli anni settanta del XX secolo.

## Storia
Il PSG1 è stato creato dalla H&K su commissione della Germania Ovest dopo la strage delle Olimpiadi di Monaco del 1972. L'inadeguatezza delle forze di polizia tedesche fu la principale causa del fallimento dell'operazione. I tiratori scelti preposti a contrastare i terroristi fallirono anche perché i bersagli erano più numerosi dei tiratori. Si pensò allora ad un nuovo fucile di precisione. La necessità di disporre di un elevato volume di fuoco (sull'onda emotiva del fallimento) portò alla modifica del fucile d'assalto G3, partendo dalla meccanica con chiusura a rulli H&K. L'arma pur derivando dal G3 è radicalmente diversa dall'originale.
Il costo proibitivo e la delicatezza (il vivo di volata è scoperto), oltre alle dimensioni ed il peso hanno relegato il PSG1 al ruolo di polizia escludendolo dal mercato militare. La lacuna è stata colmata con una versione ad hoc denominata MSG90.

## Caratteristiche
Camerato in 7,62mm come il fucile dal quale deriva, il G3 della medesima fabbrica tedesca, ha una tiro utile di 600 metri, regolato da un'ottica Hensoldt Wetzlar 6X42 (sulla versione originale, in seguito dotata di ottiche diverse). Il funzionamento semiautomatico consente al tiratore di sparare immediatamente un secondo colpo, se necessario. L'estrema precisione (la casa garantisce rosate di 80 mm a 300 metri) ha garantito un buon successo che dura tutt'oggi.

## Varianti
- PSG1A1 Sviluppato dalla Heckler & Koch nel 2006, questa variante introduce due differenze principali. Monta un mirino telescopico Schmidt & Bender 3-12x50 Police Marksman II, che può essere riparato anche negli Stati Uniti, al contrario dell'originario Hendsoldt; inoltre l'ottica Hendsoldt non può essere ricaricata facilmente e alcuni utilizzatori possono trovare inadeguata la limitazione ai 600 m di portata. La seconda differenza importante è che alcune meccaniche di riarmo sono ruotate di qualche grado in senso anti-orario, in modo da non interferire con il mirino telescopico, che molto spesso è ingombrante: così in caso di necessità immediata, l'operatore non ha difficoltà e può ricorrere velocemente all'ottica che rimane comunque elemento fondamentale di un fucile di precisione.
- MSG90 È una variante militarizzata, infatti è potenziata e alleggerita insieme. La lunghezza e l'altezza sono regolabili, in modo da personalizzare il fucile per diversi usi. Inoltre il sistema di mira è montato su una slitta Weaver piuttosto che una STANAG 2324 NATO. Il bilanciamento del peso della canna è spostato poi verso la parte finale, in modo da aumentare la precisione. Si può inoltre aggiungere un silenziatore, che andrebbe ad aumentare la lunghezza complessiva.
- SR9T/TC Versioni sportive utilizzate negli Stati Uniti.

## Utilizzatori
- Argentina
- Brasile Esercito brasiliano, corpi speciali e polizia federale.
- Corea del Sud
- Egitto
- Filippine MSG90 usato dalla Polizia di Stato
- Germania
- India Corpi speciali come l'NSG.
- Italia NOCS, GIS, tiratori scelti della Guardia di Finanza, (GOM) Polizia Penitenziaria
- Giappone
- Lettonia
- Lituania
- Malaysia
- Messico MSG90
- Paesi Bassi
- Norvegia
- Pakistan
- Polonia
- Regno Unito
- Romania
- Singapore
- Spagna
- Stati Uniti
- Thailandia
- Uruguay
- Venezuela

## Il PSG1 nella cultura di massa
- In ambito videoludico, il PSG1 è usato in svariati videogiochi, tra i quali Call of Duty: Black Ops, Point Blank, Grand Theft Auto: Vice City, Metal Gear Solid, Metal Gear Solid 2: Sons of Liberty[1], Warrock, Conflict: Global Storm e Silent Scope.
- In ambito cinematografico, il PSG1 compare nel film Dal tramonto all'alba 2 - Texas, sangue e denaro. (in versione MSG90) e in Arma letale.